# 수호이 S-70 아호트니크-B

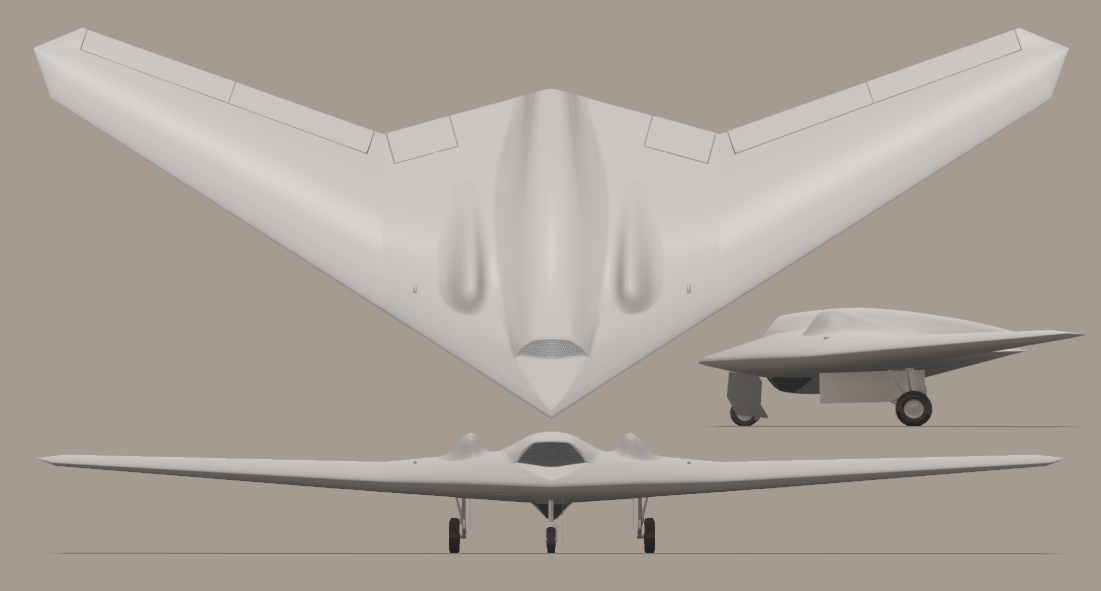
록히드마틴 RQ-170 센티넬

수호이 S-70 아호트니크-B는 러시아 수호이사가 개발한 무인 전투기이다.

## 역사
2020년 12월 27일, 리아노보스티 통신은 러시아가 자체 개발 중인 무인항공기 '아호트니크'(Okhotnik, 일명 사냥꾼)에 공대공 미사일을 장착해 발사하는 시험을 2021년 실시할 것이라고 보도했다. 공대지 미사일 발사 시험도 병행될 것으로 알려졌다.
아호트니크는 공격 기능을 갖춘 러시아 최초의 중형 무인항공기이며, 스텔스 디자인, 스텔스 도료를 사용했다.
록히드마틴 RQ-170 센티넬과 매우 비슷하게 생겼다.
2011년 이란의 RQ-170 센티넬 격추 사건에서, 이란은 센티넬의 동체를 수거했는데, 10년이 지나서 러시아에서 센티넬과 매우 비슷한 외양이지만, 날개폭이 12 m에서 20 m로 더욱 커진 아호트니크를 개발중이다.

## 제원
일반 특성
- 승무원: 무인기
- 날개폭: 20 m (65 ft)
- 공허중량: 20,000 kg (44,092 lb)
- 엔진: 1 × Saturn AL-31F or AL-41F, 애프터버너 추력 123–147 kN (28,000–33,000 lbf)

성능
- 최고속도: 1,000 km/h (620 mph, 540 kn)
- 항속거리: 6,000 km (3,700 mi, 3,200 nmi)
- 전투행동반경: 4,000 km (2,500 mi, 2,200 nmi)

무장
내부무장창 2개, 폭탄탑재량 2,000 kg

## 같이 보기
- 미코얀 스카트
- 수호이 Su-57
- 수호이 Su-75
- 노스롭 그루먼 X-47B
- 보잉 팬텀 레이
- 보잉 로열 윙맨
- 록히드마틴 RQ-170 센티넬
- 다소 뉴론
- 크레이토스 XQ-58 발키리